# 横浜市立大曽根小学校
横浜市立大曽根小学校（よこはましりつおおそねしょうがっこう）は、神奈川県横浜市港北区にある市立小学校。

## 概要
港北区大曽根に位置する小学校。1965年9月1日に横浜市立大綱小学校から独立した。

## 歴史

### 沿革
出典
| 昭和36年4月1日 ～昭和40年8月31日 | 横浜市立大綱小学校大曽根分校として開校                        |
| 昭和40年5年                      | 三階建ての校舎ができる                                        |
| 昭和40年8月                      | プールができる                                                |
| 昭和40年9月1日                   | 開校宣言。大綱小学校から独立                                  |
| 昭和43年3月                      | 体育館ができる                                                |
| 昭和43年5月                      | 給食室ができる                                                |
| 昭和44年3月                      | 四階建ての校舎ができる                                        |
| 昭和47年4月                      | 師岡小学校独立開校                                            |
| 昭和47年7月                      | 学校給食優良校として表彰                                      |
| 昭和47年9月                      | 創立記念日を10月1日と定める                                   |
| 昭和49年8月                      | 学校保健優良校として表彰                                      |
| 昭和49年11月                     | 創立10周年記念式典                                            |
| 昭和52年11月                     | 県研究協力校として、体育の研究発表会開催                      |
| 昭和53年11月                     | 文部省より表彰される                                          |
| 昭和54年11年                     | 市研究協力校として体育の研究発表会開催                        |
| 昭和56年2月                      | 神奈川県一健康優良校として表彰される                          |
| 昭和56年11月                     | 健康優良校として文部省等から表彰される                        |
| 昭和63年4月                      | 福祉の風土づくり推進校（一年次）                              |
| 昭和63年10月                     | 第一・第二校舎内装工事終わる・屋上工事完了                    |
| 昭和63年10月                     | 区交通安全協会表彰・交通安全母の会                            |
| 昭和63年11月                     | 県教育委員会表彰・交通安全母の会                              |
| 平成元年2月                      | 市教育委員会交通安全協力団体表彰・PTA校外委員会               |
| 平成元年3月                      | 全国交通安全協会表彰・全国交通安全優良校                      |
| 平成元年10月                     | 創立25周年記念植樹                                            |
| 平成2年5月                       | ふれあい鶴見護岸キャンパス作製・朝日新聞他に掲載 校庭遊具完成 |
| 平成13年3月                      | 木造図書館跡地に防災倉庫新設                                  |
| 平成22年2月                      | 第三校舎（仮設校舎）新設                                      |
| 平成24年8月                      | 教室にエアコン設置                                            |
| 平成26年3月                      | 体育館改修                                                    |
| 平成31年3月                      | 第三校舎新設                                                  |
| 令和元年4月                      | 第三校舎に家庭科室・図書館・メディアセンターができる          |
| 令和3年 2月                      | フェンス設置工事完了                                          |

### 学校教育目標
出典
- 自ら課題を見つけ、多様な解決していく子を育てます。
- 個性を伸ばし、互いの「よさ」を認め合うことができる子を育てます。
- 自他の健康や安全に留意できる子を育てます。
- 大曽根の「まち」を愛する子を育てます。
- 地域、日本、世界に目を向ける子を育てます。

## 校歌・校章
出典

### 校歌
作詞：永井　鱗太郎 作曲：高木　東六

### 校章
太陽のように円満な人格と胸をはってのびのびと育つ子どもと同時に大曽根の大をも表している。

## 学区
- 大曽根全域、大曽根台1番（なお大綱小学校も学区である）、大曽根台2番1号〜2番43号、大曽根台2番44号・45号（なお大綱小学校も学区である）、大曽根台46号以降
- 大曽根全域、大曽根台2番〜36番は横浜市立樽町中学校の学区である。（なお大曽根台1番は大綱中学校も学区である）

## 交通
- 東急東横線綱島駅から徒歩12分[4]。
- 東急東横線大倉山駅から徒歩18分。
- 東急新横浜線新綱島駅から徒歩11分。